# Assessoria de condomínio
Assessoria de condomínio ou assessoria condominial é um serviço prestado por empresas especializadas ou por profissionais liberais que estejam aptos a orientar tanto os síndicos quanto os condôminos nas questões referentes aos condomínio.
Quando o síndico contrata uma empresa, ele conta com uma assessoria que vai acompanhá-lo em sua gestão e vai executar todas as tarefas administrativas e financeiras, tais com: contabilidade, departamento de pessoal, cobrança de inadimplentes, emissão de boletos, assessoramento em assembleias e outros serviços.
Uma boa administraçao de condomínio é importante para integridade do imóvel e para valorização patrimonial.